# Phí Phương Anh
Phí Phương Anh (sinh ngày 16 tháng 9 năm 1997 tại Hà Nội) là một nữ người mẫu, ca sĩ người Việt Nam. Cô nổi danh sau khi trở thành quán quân của chương trình The Face Vietnam: Gương mặt thương hiệu 2016.
Sau khi đạt thành công nhất định với vai trò người mẫu, cô chuyển sang làm ca sĩ từ 2021. Tuy nhiên, cô đã nhận nhiều ý kiến trái chiều từ công chúng & được mệnh danh là "Thảm họa âm nhạc thế hệ mới".

## Tiểu sử và sự nghiệp

### 1997–2015: Những năm thiếu thời và khởi đầu sự nghiệp
Phí Phương Anh sinh ngày 16 tháng 9 năm 1997 tại Hà Nội, cô theo học tại trường Trung học cơ sở Trưng Nhị, sau đó học cấp 3 tại Trường Trung học phổ thông Trần Phú – Hoàn Kiếm. Cô tốt nghiệp chuyên ngành marketing tại Học viện Công nghệ Bưu chính Viễn thông.
Trong một buổi bế giảng cấp 3, Phí Phương Anh đã nhận được lời mời chụp ảnh bìa cho một tạp chí. Dù rất bỡ ngỡ thế nhưng cô đã quyết định đồng ý. Đấy cũng là cơ duyên để cô bước chân vào nghề người mẫu. Sau đó, Phương Anh là người mẫu ảnh cho một số tạp chí. Tuy nhiên, cô chưa có kinh nghiệm gì cho kỹ năng trình diễn trên sàn diễn thời trang.

### 2016–2020: Sự nghiệp người mẫu
Phí Phương Anh tham dự mùa đầu tiên của chương trình The Face Vietnam, và là 1 trong 5 thí sinh thuộc đội của Hồ Ngọc Hà. Tại đêm chung kết phát sóng ngày 3 tháng 9 năm 2016, với màn trình diễn từ bộ sưu tập của nhà thiết kế Chung Thanh Phong, Phí Phương Anh giành chiến thắng với 40,43% bình chọn cùng giải thưởng tiền mặt là 500 triệu đồng, đồng thời trở thành gương mặt đại diện cho nhãn hàng điện thoại tài trợ của chương trình. 2 năm sau cô vào TP.HCM theo nghiệp người mẫu, có những hoạt động nổi bật trong làng mốt và từng bước trở thành chân dài sáng giá được các nhà thiết kế săn đón, cô trước đó xuất hiện trong bộ sưu tập Em Hoa của Công Trí ra mắt hồi tháng 3/2017 tại Tokyo Fashion Week. Các thiết kế nhận được nhiều đánh giá tích cực trên báo nước ngoài, trong đó có tạp chí Vogue. Hiện nay Phí Phương Anh đang sinh sống, làm việc ở TP.HCM.
Sau khi đăng quang, Phí Phương Anh chia sẻ cô bị mất phương hướng sự nghiệp trong vòng 2 năm trước khi chính thức trở thành một fashionista như hiện nay. Cô cũng duy trì sự nghiệp người mẫu khi xuất hiện trong bộ sưu tập Thu Đông 2021 của nhà thiết kế Hà Thanh Việt.

### 2021–nay: Chuyển hướng làm ca sĩ, tham gia Miss Universe Vietnam
Đêm ngày 3 tháng 1 năm 2021, Phí Phương Anh đăng tải teaser video âm nhạc Cắm sừng ai đừng cắm sừng em. Đây được xem là dự án âm nhạc đầu tiên của Phương Anh sau nhiều năm theo đuổi sự nghiệp người mẫu, trước đó cô cũng góp mặt trong ca khúc Seen với Trịnh Thăng Bình. Chia sẻ về quyết định này, Phí Phương Anh cho biết:
Tôi mong muốn được phát triển và thử thách bản thân ở một con đường rộng lớn hơn. Đó chính là ca hát. Nếu làm ca sĩ, tôi sẽ được chủ động làm các sản phẩm của mình. Tôi vẫn muốn đem yếu tố thời trang - thế mạnh của mình vào âm nhạc, để khán giả thấy một Phí Phương Anh dung hòa giữa thời trang và âm nhạc thật thú vị.
Ngày 6 tháng 1, Phí Phương Anh chính thức phát hành đĩa đơn Cắm sừng ai đừng cắm sừng em. Được sáng tác bởi Rin9 và lấy chuyện phản bội trong tình yêu để viết nên bài hát, tác giả chọn thể hiện đề tài trên nền nhạc disco. Phí Phương Anh cho biết bài hát như một lời tuyên ngôn của Anh gửi đến những người đàn ông chuyên lừa gạt tình cảm của người khác, cô muốn thể hiện màu sắc âm nhạc có phần mạnh mẽ, bất cần nhưng vẫn giữ nét tinh nghịch, đáng yêu thông qua sản phẩm đầu tay. Video sử dụng những hiệu ứng đèn nháy lấp lánh, hình ảnh theo phong cách retro.
Ngày 4 tháng 2, Phí Phương Anh chính thức tung teaser video cho đĩa đơn thứ 2 có tựa đề Cánh bướm dối gian. Chia sẻ về bài hát này, Phí Phương Anh cho biết, bài hát tiếp tục thuộc thể loại disco – thể loại âm nhạc mà cô đang theo đuổi. Tuy nhiên, Cắm sừng ai đừng cắm sừng em theo phong cách trưởng thành, quyến rũ còn Cánh bướm dối gian sẽ thể hiện khía cạnh tươi sáng, dễ thương và sôi động hơn. Trước đó, cô đã đăng tải áp phích quảng bá trên các nền tảng mạng xã hội của mình. Áp phích đầu tiên gây chú ý với hình ảnh bươm bướm đậu lên virus, trong khi áp phích thứ hai mang màu sắc tươi sáng với tạo hình nữ sinh dễ thương. Phí Phương Anh còn đăng dòng trạng thái: "Giữa tình yêu và sự nghiệp, anh chọn cái nào?", khiến khán giả tò mò về chủ đề tiếp theo cô chọn sau câu chuyện cắm sừng.
Ngày 19 tháng 4 năm 2021, Phí Phương Anh đã đăng tải áp phích quảng bá cho đĩa đơn Răng khôn. Video âm nhạc được phát hành vào ngày 21 tháng 4 trên YouTube. Là sản phẩm âm nhạc thứ ba cô hợp tác với nhạc sĩ Rin9, bài hát được viết theo thể loại pop và R&B với một vài âm thanh saxophone đặc trưng. Trái ngược với phong cách và hình ảnh ở 2 MV trước, Phí Phương Anh làm khán giả bất ngờ với những ca từ đẹp và sâu sắc và hình ảnh ngày càng chỉnh chu hơn trong MV. Thông qua ca khúc này, có thể thấy Phí Phương Anh đã lắng nghe ý kiến khán giả và dần trở nên hoàn thiện hơn trên con đường ca hát chuyên nghiệp.
Sau thành công của Răng khôn, Phí Phương Anh cho biết cô cũng đã có một quá trình chuẩn bị kỹ lưỡng cho sản phẩm âm nhạc tiếp theo mang tên Mập mờ hợp tác cùng với nhạc sĩ Rin9, ra mắt vào ngày 8/12. Được biết, kịch bản MV dựa trên câu chuyện có thật của biên kịch người Hàn Quốc In Na Kim. Trong quá trình làm việc, nữ biên kịch đã gửi nhiều câu chuyện cho ê-kíp, và cuối cùng kịch bản được chọn lại chính là câu chuyện của bản thân cô.
Vào ngày 11/4/2022, Phí Phương Anh kết hợp với hai nhạc sĩ RIN9 và MiiNa, ra mắt bài hát Buồn không thể buông, được viết theo thể loại ballad/R&B, RIN9 và MiiNa hát chính, Phí Phương Anh thể hiện đoạn rap. Nội dung nói về nỗi đau trong tình yêu của người con gái, muốn buông bỏ nhưng thường không thoát được cảm xúc chi phối. Phần hình ảnh MV gợi sự cô đơn. Sau đó vào ngày 10/5, nhóm nhạc DREAMeR gồm Phí Phương Anh, RIN9 và MiiNa đã chính thức cho ra mắt MV Pháo Hoa. Ca khúc là một sáng tác của RIN9 dành cho nhóm DREAMeR, là một ca khúc mang chất hoài niệm, gợi nhắc về quãng thời thanh xuân khi còn ngồi trên ghế trường học.
Sau 2 năm vắng bóng, vào tháng 9/2023, Phí Phương Anh  hông báo sự trở lại với pre-release single mang tên Bịt mắt bắt anh, phát hành vào ngày 1/10. Cô giới thiệu album đầu tay Dancing Queen cùng năm gồm 10 bài hát, trong đó có 8 nhạc phẩm mới, tiêu biểu nhất là Nước mắt em rơi, trò chơi kết thúc, Du hành về quá khứ, Không muốn thế giới chỉ muốn anh, hay Tiệc nào rồi cũng tan...
Vào tháng 7/2024, Phí Phương Anh được công bố là một trong những thí sinh của Miss Universe Vietnam 2024; cùng thời điểm này, Phí Phương Anh cũng trở lại làng nhạc với ca khúc mới mang tên Người bán nỗi buồn do nhạc sĩ RIN9 sáng tác. Đặc biệt, hòa giọng cùng Phí Phương Anh trong sản phẩm lần này chính là Trung Quân. Tại Miss Universe Vietnam 2024, cô dừng bước tại Top 10, và nhận giải Người đẹp tài năng tại cuộc thi.

## Tranh cãi
Sau khi phát hành bài hát Cắm sừng ai đừng cắm sừng em, Phương Anh đã nhận nhiều ý kiến trái chiều từ công chúng. Nhiều khán giả chỉ trích bài hát "thảm họa", giọng hát quá yếu, không rõ lời khiến tựa đề bị châm biếm, mỉa mai thành "cơm sườn hay cơm tấm"; thậm chí có bình luận so sánh cô với Chi Pu, người từng nhận nhiều chỉ trích khi ra mắt làm ca sĩ, và không ít khán giả đã chỉ ra đoạn vũ đạo kết bài của Phí Phương Anh rất giống một đoạn vũ đạo bài hát Icy và Dalla Dalla của nhóm Itzy và Likey của Twice. Chưa dừng lại ở đó, một trang chuyên đánh giá về thời trang cũng không đánh giá cao phần phục trang mà cô sử dụng, dù xuất thân của cô trước khi đến với âm nhạc thuộc giới thời trang. Trang này cho rằng stylist thực hiện sản phẩm này bị "mắc kẹt" ở trong video âm nhạc Kill This Love của nhóm nhạc Hàn Quốc Blackpink vào năm 2019.
ViruSs, một nhà sản xuất âm nhạc thường thực hiện việc phê bình các sản phẩm âm nhạc trên mạng xã hội, nhận định đây là chiêu trò của ê-kíp Phí Phương Anh và với đạo đức nghề nghiệp, anh không thể ủng hộ. Ban đầu ViruSs cảm nhận màu sắc MV và giai điệu "khá ổn", không hiểu vì sao Phí Phương Anh lại nhận nhiều lượt không thích trên YouTube. Tuy nhiên, đến đoạn điệp khúc và phần sau video, ViruSs bắt đầu chỉ trích trước cách làm việc của Phương Anh và ê-kíp:
Bạn này cố tình làm chuyện này cùng ê-kíp vì tớ thấy MV đặc mùi giống K-pop band. Nếu như mọi người ủng hộ thì những người tiếp theo họ sẽ làm như vậy. Tớ biết về phần marketing sẽ rất thành công nhưng cái gì cũng nên hạn chế thôi. Tớ rất xin lỗi Phí Phương Anh, RIN9 nhưng đạo đức nghề nghiệp không cho phép tớ ủng hộ sản phẩm này. Nếu mọi thứ cũng dễ dàng như vậy thì học nhạc làm gì. Như vậy là không tôn trọng khán giả.
Giống sản phẩm đầu tay, Cánh bướm dối gian tiếp tục nhận về những đánh giá tiêu cực từ công chúng. Bài hát tiếp tục dính vào các bê bối về chất lượng và ngôn từ trong lời bài hát, đa số nhận về những nhận xét tiêu cực và nghi án đạo nhạc lần lượt các bài hát Bboom Bboom và How You Like That, lần lượt của các nhóm nhạc Momoland và Blackpink.
Bản thân Phí Phương Anh đã được VTV1 chỉ mặt điểm tên trong chương trình Đối diện: Dọn "rác" trên không gian mạng, cùng nhiều ca sĩ khác như Bình Gold, Rhymastic... Nói về Phí Phương Anh cùng Cắm sừng ai đừng cắm sừng em, chương trình bình luận: "Ra đời cách đây vài tháng, ca khúc này đã có hơn 6 triệu lượt xem. Trên nền nhạc sôi động, thời thượng là những ca từ hết sức nhảm nhí, dung tục".
Buồn không thể buông được một số người cho rằng bài hát có nhiều đoạn giống Sick enough to die của MC Mong - bản nhạc Hàn Quốc gây chú ý với khán giả hồi 12 năm trước. Số khác chỉ ra sản phẩm còn hao hao On Rainy Days (BEAST) và Happen (Heize). Phí Phương Anh cùng RIN9 phủ nhận đã đạo nhạc, khẳng định sản phẩm là sáng tạo độc lập, phần tiết tấu và giai điệu không sao chép từ bài hát nào, cụ thể RIN9 thể hiện rằng việc dùng chung vòng hòa thanh để sáng tác dễ bắt gặp ở nhiều tác phẩm của các nhạc sĩ. Êkíp còn đưa ra tổng phổ của ba ca khúc gồm Buồn không thể buông, Sick enough to die và Sick enough to die 2 để khán giả so sánh; theo đó, nhạc phẩm Việt gần như khác hai sản phẩm của MC Mong, điểm tương đồng nằm ở các nốt nhạc đầu câu.
Sau khi bài hát Pháo Hoa được xuất bản, một bộ phận cộng đồng mạng đã nhận xét giai điệu ca khúc khá giống với Proud Of You - bản nhạc cực kỳ nổi tiếng ra mắt vào năm 2003 do ca sĩ Hồng Kông Phùng Hy Dư trình bày. Theo đó ở phần điệp khúc, giai điệu cùng vòng hoà âm giữa hai bài hát khá giống nhau nên khiến cho người nghe nhận thấy có sự giống nhau. Ngoài ra, nội dung của MV cũng bị đánh giá có phần trùng hợp với bộ phim Tuổi 25 tuổi 21 của Hàn Quốc.

## Danh sách các chương trình đã tham gia
| Năm  | Chương trình           | Thời gian                | Tập phát sóng | Vai trò                 | Kênh     | Chú thích |
| ---- | ---------------------- | ------------------------ | ------------- | ----------------------- | -------- | --------- |
| 2016 | The Face Vietnam mùa 1 | 18 tháng 6 - 3 tháng 9   | Cả mùa        | Thí sinh đội Hồ Ngọc Hà | VTV3     | Quán quân |
| 2017 | The Face Vietnam mùa 2 | 11 tháng 6               | Tập 1         | Khách mời               | VTV3     | —         |
| 2017 | The Face Vietnam mùa 2 | 16 tháng 7               | Tập 6         | Khách mời               | VTV3     | —         |
| 2017 | The Face Vietnam mùa 2 | 6 tháng 8                | Tập 9         | Khách mời               | VTV3     | —         |
| 2017 | The Face Vietnam mùa 2 | 20 tháng 8               | Tập 11        | Khách mời               | VTV3     | —         |
| 2017 | The Face Vietnam mùa 2 | 27 tháng 8               | Tập 12        | Khách mời               | VTV3     | —         |
| 2018 | Nhanh như chớp         | 8 tháng 12               | Tập 35        | Khách mời               | HTV7     | —         |
| 2018 | Chinh phục hoàn mỹ     | 14 tháng 12 - 11 tháng 1 | Cả mùa        | Cố vấn                  | YouTube  | —         |
| 2024 | Miss Universe Vietnam  | 11 - 14 tháng 9          | Toàn bộ       | Thí sinh                | FPT Play |           |

## Danh sách đĩa nhạc

### Đĩa đơn
| Năm  | Tựa đề                         | Chú thích          |
| ---- | ------------------------------ | ------------------ |
| 2021 | "Cắm sừng ai đừng cắm sừng em" | Hợp tác với Rin9   |
| 2021 | "Cánh bướm dối gian"           | Hợp tác với Rin9   |
| 2021 | "Răng khôn"                    | Hợp tác với Rin9   |
| 2021 | Mập mờ                         | Hợp tác với Rin9   |
| 2022 | Buồn không thể buông           | Hợp tác với Rin9   |
| 2022 | Pháo Hoa                       | Cùng nhóm DREAMeR  |
| 2023 | Bịt mắt bắt anh                | Pre-release single |
| 2024 | Người bán nỗi buồn             | Hợp tác với Rin9   |

### Album
- Dancing Queen (2023)[20]

## Giải thưởng
| Năm  | Giải thưởng       | Hạng mục                     | Đề cử    | Kết quả   |
| ---- | ----------------- | ---------------------------- | -------- | --------- |
| 2018 | ELLE Style Awards | Người mẫu phong cách của năm | Bản thân | Đoạt giải |